# Tiro nos Jogos Olímpicos de Verão de 2020
As competições de tiro nos Jogos Olímpicos de Verão de 2020 foram disputadas entre 24 de julho e 2 de agosto de 2021 no Campo de Tiro de Asaka, em Tóquio. Originalmente agendados para o período entre 25 de julho e 3 de agosto de 2020, em 24 de março daquele ano as Olimpíadas foram adiadas para 2021 devido à pandemia de COVID-19, sem a presença de espectadores.
Diferentemente de 2016, o número de atiradores nos quinze eventos foi reduzido de 390 para no máximo 360 (355 competiram), com uma igual distribuição de provas entre os gêneros. Com isso, mudanças importantes no programa olímpico do tiro foram realizadas, com a substituição de três eventos exclusivamente masculinos por competições de equipes mistas.

## Qualificação
Em fevereiro de 2018, a Federação Internacional de Esportes de Tiro (ISSF) concordou em mudar as regras de alocação das vagas olímpicas, com intuito de conseguir a igualdade de gênero. Como resultado, um total de 360 vagas, com distribuição igual entre homens e mulheres, foram distribuídas através de campeonatos de níveis mundiais e continentais. O período de qualificação começou com o Campeonato Mundial da ISSF de 2018 em Changwon, Coreia do Sul, que foi concluído em 15 de setembro de 2018, menos de dois anos da data original prevista para as Olimpíadas. Lá, 48 vagas individuais e 12 vagas para equipes de duplas mistas foram distribuídas. Por todo o processo, as vagas foram geralmente concedidas quando o atirador vencesse uma etapa da Copa do Mundo da ISSF ou ficasse em uma posição de destaque na mesma competição ou em eventos continentais (África, Europa, Ásia, Oceania e Américas).
Após a conclusão do período de qualificação e o recebimento da lista oficial de vagas pelos Comitês Olímpicos Nacionais (CON), a ISSF considerou as posições no ranking mundial para cada evento individual. Os atiradores melhores colocados ainda não qualificados para nenhum evento e cujo CON também não tivesse uma quota naquele evento específico, obteve uma vaga olímpica direta.
Diferentemente dos Jogos anteriores, o país-sede, Japão, teve doze vagas garantidas, uma em cada evento individual.

## Formato
Em 9 de junho de 2017, a ISSF concordou com a recomendação do Comitê Olímpico Internacional e aprovou mudanças no programa olímpico do tiro para atingir a igualdade de gênero e aumentar a popularidade do esporte no mundo. Uma das mudanças significativas foi a exclusão de três eventos exclusivamente masculinos (carabina deitado 50 m, pistola livre 50 m e fossa olímpica dublê) por três competições de duplas mistas (carabina de ar, pistola de ar e fossa olímpica), que foram altamente encorajadas como forma de atingir a igualdade. Outras mudanças ratificadas incluíram o mesmo número de atiradores homens e mulheres, além das finais em eliminação progressiva para a pistola feminina e para os eventos de carabina.
Similar ao formato de 2016, todos os atiradores que avançarem às finais olímpicas dos seus eventos individuais competiram entre si em rodadas eliminatórias. A competição continua até que restem apenas dois atiradores duelando pela medalha de ouro.

## Calendário

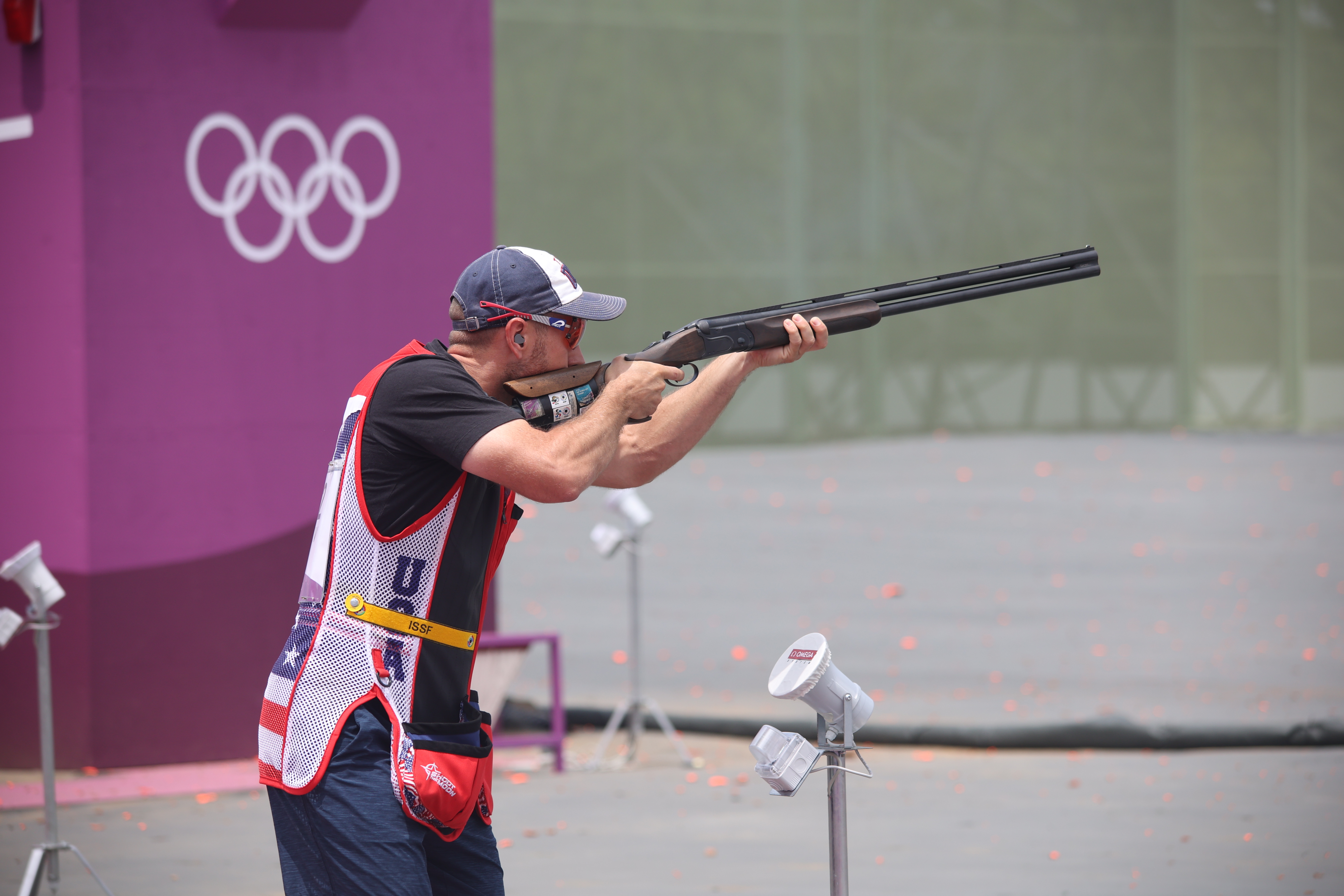
Vincent Hancock durante as disputas do skeet

As competições de tiro foram realizadas ao longo de dez dias dentro do programa olímpico, iniciando com as disputas da carabina de ar 10 m feminino e pistola de ar 10 m masculino em 24 de julho e se encerrando com carabina três posições e o tiro rápido masculino em 2 de agosto de 2021.
| Q | Qualificação | F | Final |

| DataEvento                            | 24 jul | 24 jul | 25 jul | 25 jul | 26 jul | 26 jul | 26 jul | 27 jul | 27 jul | 28 jul | 29 jul | 29 jul | 30 jul | 30 jul | 31 jul | 31 jul | 1 ago | 1 ago | 2 ago | 2 ago |
| ------------------------------------- | ------ | ------ | ------ | ------ | ------ | ------ | ------ | ------ | ------ | ------ | ------ | ------ | ------ | ------ | ------ | ------ | ----- | ----- | ----- | ----- |
| Carabina                              |        |        |        |        |        |        |        |        |        |        |        |        |        |        |        |        |       |       |       |       |
| Carabina de ar 10 m masculino         |        |        | Q      | F      |        |        |        |        |        |        |        |        |        |        |        |        |       |       |       |       |
| Carabina 3 posições 50 m masculino    |        |        |        |        |        |        |        |        |        |        |        |        |        |        |        |        |       |       | Q     | F     |
| Carabina de ar 10 m feminino          | Q      | F      |        |        |        |        |        |        |        |        |        |        |        |        |        |        |       |       |       |       |
| Carabina 3 posições 50 m feminino     |        |        |        |        |        |        |        |        |        |        |        |        |        |        | Q      | F      |       |       |       |       |
| Carabina de ar 10 m misto por equipes |        |        |        |        |        |        |        | Q      | F      |        |        |        |        |        |        |        |       |       |       |       |
| Pistola                               |        |        |        |        |        |        |        |        |        |        |        |        |        |        |        |        |       |       |       |       |
| Pistola de ar 10 m masculino          | Q      | F      |        |        |        |        |        |        |        |        |        |        |        |        |        |        |       |       |       |       |
| Pistola rápida 25 m masculino         |        |        |        |        |        |        |        |        |        |        |        |        |        |        |        |        | Q     | Q     | Q     | F     |
| Pistola de ar 10 m feminino           |        |        | Q      | F      |        |        |        |        |        |        |        |        |        |        |        |        |       |       |       |       |
| Pistola livre 25 m feminino           |        |        |        |        |        |        |        |        |        |        | Q      | Q      | Q      | F      |        |        |       |       |       |       |
| Pistola de ar 10 m misto por equipes  |        |        |        |        |        |        |        | Q      | F      |        |        |        |        |        |        |        |       |       |       |       |
| Espingarda                            |        |        |        |        |        |        |        |        |        |        |        |        |        |        |        |        |       |       |       |       |
| Fossa olímpica masculino              |        |        |        |        |        |        |        |        |        | Q      | Q      | F      |        |        |        |        |       |       |       |       |
| Skeet masculino                       |        |        | Q      | Q      | Q      | Q      | F      |        |        |        |        |        |        |        |        |        |       |       |       |       |
| Fossa olímpica feminino               |        |        |        |        |        |        |        |        |        | Q      | Q      | F      |        |        |        |        |       |       |       |       |
| Skeet feminino                        |        |        | Q      | Q      | Q      | Q      | F      |        |        |        |        |        |        |        |        |        |       |       |       |       |
| Fossa olímpica misto por equipes      |        |        |        |        |        |        |        |        |        |        |        |        |        |        | Q      | F      |       |       |       |       |

## Nações participantes
Ao todo, 101 CONs tiveram atletas qualificados em ao menos um evento. Entre parênteses encontra-se representada a quantidade de competidores.
- AFG Afeganistão (1)
- ALB Albânia (1)
- GER Alemanha (8)
- KSA Arábia Saudita (1)
- ALG Argélia (1)
- ARG Argentina (4)
- ARM Armênia (1)
- ARU Aruba (1)
- AUS Austrália (15)
- AUT Áustria (2)
- AZE Azerbaijão (2)
- BRN Bahrein (1)
- BAN Bangladesh (1)
- BEL Bélgica (1)
- BLR Bielorrússia (3)
- BIH Bósnia e Herzegovina (1)
- BRA Brasil (1)
- BUL Bulgária (3)
- BHU Butão (1)
- CAN Canadá (1)
- QAT Catar (1)
- KAZ Cazaquistão (3)
- CHI Chile (1)
- CHN China (24)
- CYP Chipre (4)
- COL Colômbia (1)
- KOR Coreia do Sul (15)
- CRO Croácia (4)
- CUB Cuba (5)
- DEN Dinamarca (4)
- EGY Egito (11)
- UAE Emirados Árabes Unidos (1)
- ECU Equador (2)
- EOR Equipe Olímpica de Refugiados (1)
- SVK Eslováquia (7)
- SLO Eslovênia (1)
- ESP Espanha (2)
- USA Estados Unidos (20)
- EST Estônia (1)
- FIN Finlândia (3)
- FRA França (10)
- GEO Geórgia (1)
- GBR Grã-Bretanha (5)
- GRE Grécia (2)
- GUA Guatemala (3)
- HUN Hungria (4)
- YEM Iêmen (1)
- IND Índia (15)
- INA Indonésia (1)
- IRI Irã (6)
- IRQ Iraque (1)
- IRL Irlanda (1)
- ISL Islândia (1)
- ISR Israel (1)
- ITA Itália (14)
- JPN Japão (12)
- JOR Jordânia (1)
- KOS Kosovo (1)
- KUW Kuwait (4)
- LAT Letônia (1)
- LBN Líbano (1)
- LTU Lituânia (1)
- MKD Macedônia do Norte (1)
- MAS Malásia (1)
- MLT Malta (1)
- MAR Marrocos (1)
- MEX México (5)
- MYA Mianmar (1)
- MDA Moldávia (1)
- MGL Mongólia (4)
- MNE Montenegro (1)
- NEP Nepal (1)
- NCA Nicarágua (1)
- NOR Noruega (5)
- NZL Nova Zelândia (2)
- OMA Omã (1)
- PAK Paquistão (3)
- PER Peru (3)
- POL Polônia (5)
- PUR Porto Rico (1)
- POR Portugal (1)
- KGZ Quirguistão (1)
- CZE República Checa (8)
- ROC ROC (17)
- ROU Romênia (1)
- SMR San Marino (2)
- SEN Senegal (1)
- SRB Sérvia (7)
- SGP Singapura (1)
- SRI Sri Lanka (1)
- SWE Suécia (1)
- SUI Suíça (2)
- THA Tailândia (6)
- TPE Taipé Chinês (5)
- TUN Tunísia (2)
- TUR Turquia (4)
- UKR Ucrânia (6)
- UZB Uzbequistão (1)
- VEN Venezuela (1)
- VIE Vietnã (1)

## Medalhistas
Masculino
| Pistola de ar 10 m       | Javad Foroughi IRI Irã             | Damir Mikec SRB Sérvia               | Pang Wei CHN China                     |  |  |  |
| Pistola rápida 25 m      | Jean Quiquampoix FRA França        | Leuris Pupo CUB Cuba                 | Li Yuehong CHN China                   |  |  |  |
|                          |                                    |                                      |                                        |  |  |  |
| Carabina de ar 10 m      | William Shaner USA Estados Unidos  | Sheng Lihao CHN China                | Yang Haoran CHN China                  |  |  |  |
| Carabina 3 posições 50 m | Zhang Changhong CHN China          | Sergey Kamenskiy ROC                 | Milenko Sebić SRB Sérvia               |  |  |  |
|                          |                                    |                                      |                                        |  |  |  |
| Skeet                    | Vincent Hancock USA Estados Unidos | Jesper Hansen DEN Dinamarca          | Abdullah Al-Rashidi KUW Kuwait         |  |  |  |
| Fossa olímpica           | Jiří Lipták CZE República Checa    | David Kostelecký CZE República Checa | Matthew Coward-Holley GBR Grã-Bretanha |  |  |  |

Feminino
| Pistola de ar 10 m       | Vitalina Batsarashkina ROC              | Antoaneta Boneva BUL Bulgária     | Jiang Ranxin CHN China            |  |  |  |
| Pistola livre 25 m       | Vitalina Batsarashkina ROC              | Kim Min-jung KOR Coreia do Sul    | Xiao Jiaruixuan CHN China         |  |  |  |
|                          |                                         |                                   |                                   |  |  |  |
| Carabina de ar 10 m      | Yang Qian CHN China                     | Anastasiia Galashina ROC          | Nina Christen SUI Suíça           |  |  |  |
| Carabina 3 posições 50 m | Nina Christen SUI Suíça                 | Yulia Zykova ROC                  | Yulia Karimova ROC                |  |  |  |
|                          |                                         |                                   |                                   |  |  |  |
| Skeet                    | Amber English USA Estados Unidos        | Diana Bacosi ITA Itália           | Wei Meng CHN China                |  |  |  |
| Fossa olímpica           | Zuzana Rehák-Štefečeková SVK Eslováquia | Kayle Browning USA Estados Unidos | Alessandra Perilli SMR San Marino |  |  |  |

Misto
| Pistola de ar 10 m  | Pang Wei Jiang Ranxin CHN China             | Vitalina Batsarashkina Artem Chernousov ROC        | Oleh Omelchuk Olena Kostevych UKR Ucrânia        |  |  |  |
|                     |                                             |                                                    |                                                  |  |  |  |
| Carabina de ar 10 m | Yang Haoran Yang Qian CHN China             | Mary Tucker Lucas Kozeniesky USA Estados Unidos    | Yulia Karimova Sergey Kamenskiy ROC              |  |  |  |
|                     |                                             |                                                    |                                                  |  |  |  |
| Fossa olímpica      | Alberto Fernández Fátima Gálvez ESP Espanha | Gian Marco Berti Alessandra Perilli SMR San Marino | Brian Burrows Madelynn Bernau USA Estados Unidos |  |  |  |

## Quadro de medalhas

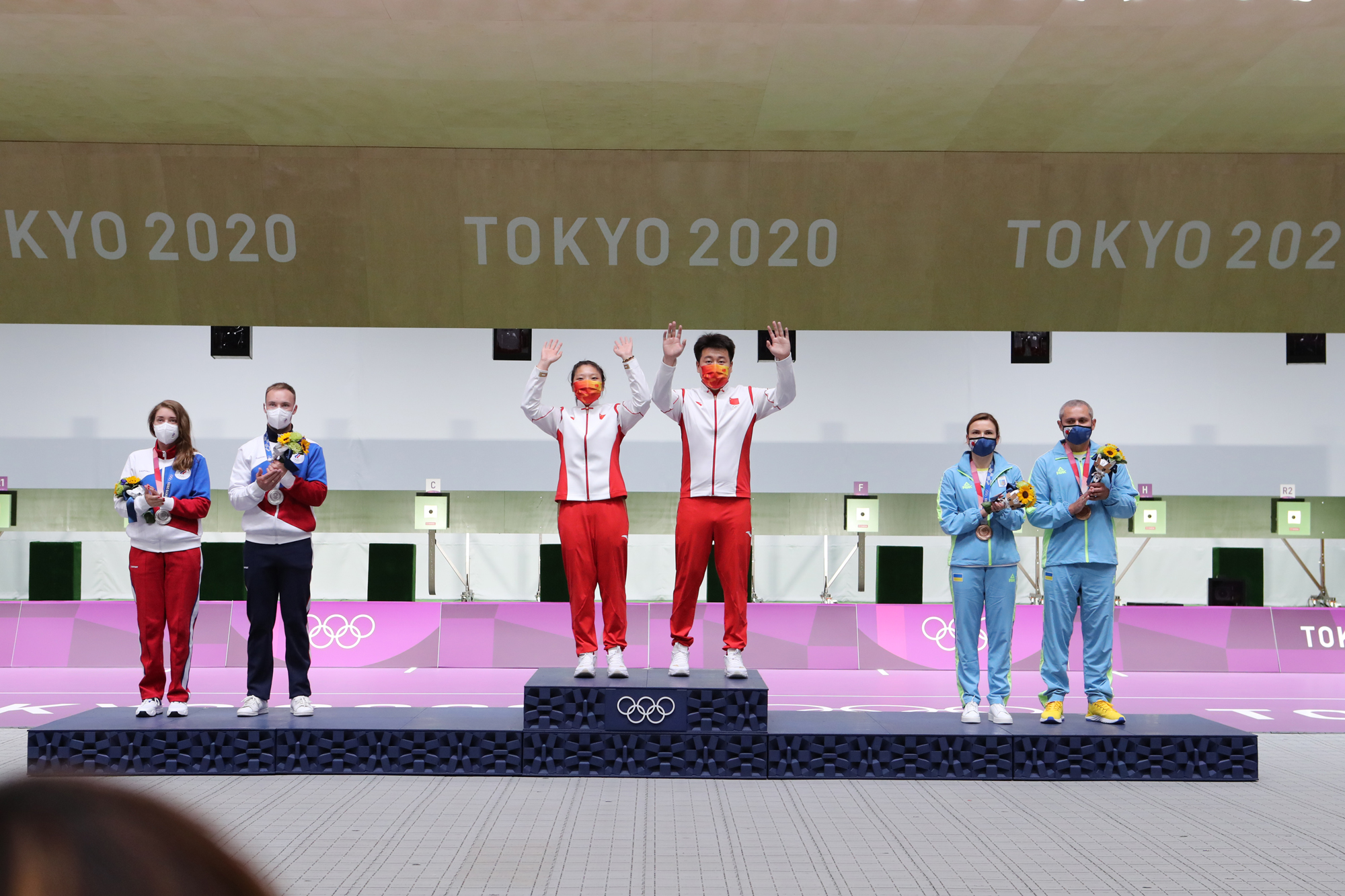
A China dominou os eventos de tiro com 11 medalhas no total (pódio da pistola de ar 10 m misto vencido por Jiang Ranxin e Pang Wei)

| Ordem | País                | Medalha de ouro | Medalha de prata | Medalha de bronze |    | Ordem por total |
| ----- | ------------------- | --------------- | ---------------- | ----------------- | -- | --------------- |
| 1     | CHN China           | 4               | 1                | 6                 | 11 | 1               |
| 2     | USA Estados Unidos  | 3               | 2                | 1                 | 6  | 3               |
| 3     | ROC                 | 2               | 4                | 2                 | 8  | 2               |
| 4     | CZE República Checa | 1               | 1                |                   | 2  | 4               |
| 5     | SUI Suíça           | 1               |                  | 1                 | 2  | 4               |
| 6     | SVK Eslováquia      | 1               |                  |                   | 1  | 8               |
|       | ESP Espanha         | 1               |                  |                   | 1  | 8               |
|       | FRA França          | 1               |                  |                   | 1  | 8               |
|       | IRI Irã             | 1               |                  |                   | 1  | 8               |
| 10    | SMR San Marino      |                 | 1                | 1                 | 2  | 4               |
|       | SRB Sérvia          |                 | 1                | 1                 | 2  | 4               |
| 12    | BUL Bulgária        |                 | 1                |                   | 1  | 8               |
|       | KOR Coreia do Sul   |                 | 1                |                   | 1  | 8               |
|       | CUB Cuba            |                 | 1                |                   | 1  | 8               |
|       | DEN Dinamarca       |                 | 1                |                   | 1  | 8               |
|       | ITA Itália          |                 | 1                |                   | 1  | 8               |
| 17    | GBR Grã-Bretanha    |                 |                  | 1                 | 1  | 8               |
|       | KUW Kuwait          |                 |                  | 1                 | 1  | 8               |
|       | UKR Ucrânia         |                 |                  | 1                 | 1  | 8               |
| TOTAL | TOTAL               | 15              | 15               | 15                | 45 | —               |